# سوزان غريغ غيلمور
سوزان غريغ جيلمور (بالإنجليزية: Susan Gregg Gilmore)‏ (1961، ناشفيل في الولايات المتحدة)؛ روائية أمريكية.